# لیلان (نهاوند)
لیلان (نهاوند)، روستایی از توابع بخش زرین دشت شهرستان نهاوند در استان همدان ایران است.

## جمعیت
این روستا در دهستان گرین قرار دارد و براساس سرشماری مرکز آمار ایران در سال ۱۳۹۵، جمعیت آن ۴۵۴ نفر (۱۳۹خانوار) بوده‌است.